# Cassidy (rappeur)
Pour les articles homonymes, voir Reese et Cassidy.
Cassidy, de son vrai nom Barry Adrian Reese, né le 7 juillet 1982 à Philadelphie, en Pennsylvanie, est un rappeur, producteur et acteur américain. Il est également identifié d'U.G.K. (UnderGround King). Sa fortune s'élèverait à 7,5 millions $.

## Biographie
Né le 7 juillet 1982 à Philadelphie, en Pennsylvanie, d'un père africain et d'une mère dominicaine, Cassidy commence à rapper dès l'âge de 13 ans et porte le surnom initial de The Cipher[réf. nécessaire]. Il fait partie d'un groupe appelé Larsiny, ou Larsiny Family, avec Cal Akbar et Shiz Lansky, des amis et rappeurs de son quartier.
Cassidy signe au label Full Surface en 2002. Le 29 novembre, 2003, il publie la chanson Hotel, en featuring avec R. Kelly. Le second single s'intitule Get No Better, en featuring avec Mashonda, qui atteindra la 79e place du classement Billboard Hot 100. Le 16 mars 2004, Cassidy publie son premier album, Split Personality qui atteint la deuxième place du Billboard 200.
Le 14 mars 2005, Cassidy publie le single I'm a Hustla. Le single suivant, B-Boy Stance, est composé avec Swizz Beatz. Le 10 mai 2005, Cassidy publie son deuxième album, I'm a Hustla, qui atteint la cinquième place du Billboard 200, avec 93 000  exemplaires écoulés la première semaine,. En 2006, après son incarcération et sa rééducation à la suite d'un accident de la route, Cassidy se lance dans l'enregistrement d'un troisième album, B.A.R.S. The Barry Adrian Reese Story. Le 6 novembre 2007; l'album est publié au label RCA, et atteint la 10e place du Billboard 200 avec 63 000 exemplaires écoulés la première semaines,. À la fin de 2009, Cassidy signe au label de Carmelo Anthony, Kross Over Entertainment.
Le 24 août 2010, Cassidy publie un EP de cinq chansons, Face 2 Face, contenant le single promotionnel Face 2 Face. Le 16 novembre 2010, Cassidy publie son quatrième album, C.A.S.H. (Cass A Straight Hustla). Le 21 mai 2012, Cassidy organise une soirée en l'honneur de sa première mixtape Mayhem Music. Le 8 juillet 2012, il publie la mixtape Mayhem Music: AP3.

## Vie privée
Le 15 avril 2005, trois hommes, dont Cassidy, armés de calibres .45, .40 et 9 mm, et d'un AK-47, font feu sur trois hommes non armés à West Oak Lane, à Philadelphie. Desmond Hawkins est tué par balles dans le dos. Les deux amis de Hawkins sont hospitalisés puis sortis de l'hôpital. Le 9 juin, un avis de recherche est émis à l'encontre de Cassidy pour tentative de meurtre, mise en danger de la vie d'autrui, agression aggravée, meurtre avec préméditation, et port d'arme. Cassidy se rend de lui-même à la police de Philadelphie l'après-midi du 17 juin. Il est libéré le 2 mars 2006.
Dans un autre contexte, Cassidy entre en collision avec un camion le 6 octobre 2006. Il est amené d'urgence au Jersey City Medical Center. Il garde plusieurs cicatrices de cet accident sur son visage,,.

## Discographie
- 2004 : Split Personality
- 2005 : I'm a Hustla
- 2007 : B.A.R.S. The Barry Adrian Reese Story
- 2010 : C.A.S.H.